# La Chapelle-Saint-Maurice
La Chapelle-Saint-Maurice är en kommun i departementet Haute-Savoie i regionen Auvergne-Rhône-Alpes i sydöstra Frankrike. Kommunen ligger i kantonen Seynod som tillhör arrondissementet Annecy. År 2022 hade La Chapelle-Saint-Maurice 118 invånare.

## Befolkningsutveckling
Antalet invånare i kommunen La Chapelle-Saint-Maurice
| Referens: INSEE |